# Obraz poetycki
Obraz poetycki – w literaturze, świat wiersza przedstawiony językiem poezji. Może być realistyczny - pokazywać świat w jego rzeczywistej postaci, albo fantastyczny - wprowadzać elementy nieobecne w rzeczywistości. W tworzeniu obrazu poetyckiego ważne są środki stylistyczne, takie jak metafora, epitet, porównanie itp.